# Ngaparou
Ngaparou – miasto w Senegalu, w regionie Thiès.